# Baia di Ballyconneely
La baia di Ballyconneely (Ballyconneely Bay in inglese) è la più esterna della baie ad ovest di quella di Galway, e la prima venendo da nord orientata a sud invece che ad ovest. Il villaggio di Ballyconneely, a dire il vero vicino anche alla baia di Mannin, dà il nome all'insenatura, anche se il centro più vicino è Callow.